# Sergio Brighenti
Sergio Brighenti (ur. 23 września 1932 w Modenie, zm. 10 października 2022) – włoski piłkarz i trener, reprezentant kraju.

## Kariera piłkarska
Przygodę z futbolem rozpoczął w 1949 w klubie Modena FC. Po 3 sezonach, 1952 przeszedł do Interu Mediolan. Wraz z drużyną ze stolicy Lombardii dwukrotnie sięgnął po mistrzostwo Włoch w sezonach 1952/53 i 1953/54. Łącznie dla Nerazzurich wystąpił w 40 spotkaniach ligowych, w których strzelił 20 bramek. 
Po 3 latach opuścił klub i przeszedł do Triestiny. Dwa lata później podpisał kontrakt z Padovą. W zespole z Padwy przez 3 sezony strzelił 50 bramek w 91 występach. Zaowocowało to transferem do Sampdorii. Już w pierwszym sezonie został królem strzelców Serie A z 27 bramkami na koncie. Od sezonu 1963/64 po raz drugi spróbował swoich sił w barwach Modeny. Karierę piłkarską zakończył w 1965 po rozegraniu jednego spotkania w koszulce Torino FC.
| Sezon   | Klub             | Kraj   | Rozgrywki | Mecze | Bramki |
| ------- | ---------------- | ------ | --------- | ----- | ------ |
| 1949/50 | Modena FC        | Włochy | Serie B   | 1     | 0      |
| 1950/51 | Modena FC        | Włochy | Serie B   | 27    | 8      |
| 1951/52 | Modena FC        | Włochy | Serie B   | 26    | 11     |
| 1952/53 | Inter Mediolan   | Włochy | Serie A   | 4     | 0      |
| 1953/54 | Inter Mediolan   | Włochy | Serie A   | 15    | 9      |
| 1954/55 | Inter Mediolan   | Włochy | Serie A   | 21    | 11     |
| 1955/56 | Triestina Calcio | Włochy | Serie A   | 30    | 8      |
| 1956/57 | Triestina Calcio | Włochy | Serie A   | 24    | 5      |
| 1957/58 | Calcio Padova    | Włochy | Serie A   | 28    | 11     |
| 1958/59 | Calcio Padova    | Włochy | Serie A   | 33    | 18     |
| 1959/60 | Calcio Padova    | Włochy | Serie A   | 30    | 21     |
| 1960/61 | UC Sampdoria     | Włochy | Serie A   | 33    | 27     |
| 1961/62 | UC Sampdoria     | Włochy | Serie A   | 32    | 9      |
| 1962/63 | UC Sampdoria     | Włochy | Serie A   | 30    | 7      |
| 1963/64 | Modena FC        | Włochy | Serie A   | 30    | 10     |
| 1964/65 | Modena FC        | Włochy | Serie B   | 1     | 1      |
| 1964/65 | Torino FC        | Włochy | Serie A   | 1     | 0      |

## Kariera reprezentacyjna
Brighenti po raz pierwszy w reprezentacji zagrał 6 maja 1959 w spotkaniu z Anglią, zakończonym remisem 2:2. Brighenti strzelił w tym spotkaniu swoją debiutancką bramkę w drużynie narodowej. 
Ostatni występ w zespole Azzurrich zanotował 15 czerwca 1961. Przeciwnikiem była Argentyna, a mecz zakończył się zwycięstwem Włochów 4:1. Łącznie Brighenti w latach 1959–1961 zagrał w 9 spotkaniach w reprezentacji Italii, w których strzelił dwie bramki. 
| Mecze i gole w reprezentacji | Mecze i gole w reprezentacji | Mecze i gole w reprezentacji | Mecze i gole w reprezentacji | Mecze i gole w reprezentacji | Mecze i gole w reprezentacji | Mecze i gole w reprezentacji |
| #                            | Data                         | Miasto                       | Przeciwnik                   | Gol                          | Wynik                        | Rozgrywki                    |
| ---------------------------- | ---------------------------- | ---------------------------- | ---------------------------- | ---------------------------- | ---------------------------- | ---------------------------- |
| 1.                           | 06.05.1959                   | Londyn                       | Anglia                       | Gol                          | 2:2                          | towarzyski                   |
| 2.                           | 01.11.1959                   | Praga                        | Czechosłowacja               |                              | 1:2                          | Puchar Europy Środkowej      |
| 3.                           | 29.11.1959                   | Florencja                    | Węgry                        |                              | 1:1                          | Puchar Europy Środkowej      |
| 4.                           | 06.01.1960                   | Neapol                       | Szwajcaria                   |                              | 3:0                          | Puchar Europy Środkowej      |
| 5.                           | 13.03.1960                   | Barcelona                    | Hiszpania                    |                              | 1:3                          | towarzyski                   |
| 6.                           | 10.12.1960                   | Neapol                       | Austria                      |                              | 1:2                          | towarzyski                   |
| 7.                           | 25.04.1961                   | Bolonia                      | Irlandia Północna            |                              | 3:2                          | towarzyski                   |
| 8.                           | 24.05.1961                   | Rzym                         | Anglia                       | Gol                          | 2:3                          | towarzyski                   |
| 9.                           | 15.06.1961                   | Florencja                    | Argentyna                    |                              | 4:1                          | towarzyski                   |

## Kariera trenerska
Brighenti dwukrotnie w latach 1968–1969 oraz 1971–1972 pracował w zespole Varese Calcio. Następnie pracował także w Seregno Calcio i Calcio Lecco 1912, w którym to w 1974 zakończył swoją przygodę trenerską.

## Sukcesy
Inter Mediolan
- Mistrzostwo Serie A (2): 1952/53, 1953/54

UC Sampdoria
- Król strzelców Serie A (1): 1960/61 (27 bramek)